# Xã Nickerson, Quận Dodge, Nebraska
Xã Nickerson (tiếng Anh: Nickerson Township) là một xã thuộc quận Dodge, tiểu bang Nebraska, Hoa Kỳ. Năm 2010, dân số của xã này là 792 người.